# هاراكيري (فلم)
هاراكيري (باليابانية: 切腹) هو فيلم دراما تاريخي ياباني صدر سنة 1962، من إخراج ماساكي كوباياشي. تدور أحداث القصة بين عامي 1619 و1630 خلال فترة إيدو وحكم شوغونية توكوغاوا. تحكي القصة عن الرونين هانشيرو تسوغومو، الذي يطلب تنفيذ طقوس السيبوكو (الهاراكيري) داخل قصر أحد الأسياد الإقطاعيين المحليين، مستغلاً الفرصة لسرد الأحداث التي دفعته لطلب الموت أمام جمهور من الساموراي. لا يزال الفيلم يحظى بإشادة نقدية واسعة، وغالبًا ما يُعتبر واحدًا من أعظم الأفلام في تاريخ السينما.

## القصة
تدور أحداث الفيلم في مدينة إيدو عام 1630. يصل الرونين تسوغومو هانشيرو إلى قصر عشيرة إيِّي ويعلن رغبته في تنفيذ طقوس السبوكو (الهاراكيري) داخل ساحة القصر. ولثنيه عن ذلك، يروي سايتو كاغيو، المستشار الأول للإقطاعي، قصة رونين آخر يُدعى تشيجيو موتومي، الذي كان ينتمي إلى نفس العشيرة التي كان هانشيرو جزءًا منها.
يتحدث سايتو بازدراء عن ظاهرة الرونين الذين يطلبون تنفيذ السبوكو على أرض العشيرة، وهم في الواقع يأملون في أن يتم رفض طلبهم والحصول على صدقة بدلاً من ذلك. قبل بضعة أشهر، جاء موتومي إلى القصر وقدم نفس الطلب. غاضبين من تزايد عدد «محاولات الانتحار الكاذبة»، أصرّ ثلاثة من كبار الساموراي في العشيرة — يازاكي هاياتو، كاوايبي أومينوسوكي، وأوموداكا هيكوكورو — على إجبار موتومي على تنفيذ السبوكو، متجاهلين طلبه تأجيل التنفيذ لبضعة أيام. عند فحص سيوف موتومي، وُجد أن شفراته مصنوعة من الخيزران. غضبًا من تصرفه الذي اعتُبر بمثابة «رهن لروحه»، أُجبر موتومي على شق بطنه باستخدام شفرة الخيزران الخاصة به، ما جعل موته بطيئًا، مؤلمًا، ومهينًا للغاية.
رغم هذا التحذير، يُصر هانشيرو على أنه لم يسمع من قبل عن موتومي ويؤكد أنه صادق في رغبته بالانتحار. مع بدء مراسم السبوكو، يُطلب من هانشيرو تسمية الساموراي الذي سيقوم بقطع رأسه عند اكتمال الطقوس. ولدهشة سايتو ورفاقه من عشيرة إيِّي، يذكر هانشيرو أسماء هاياتو، أومينوسوكي، وهيكوكورو — الساموراي الثلاثة الذين أجبروا موتومي على الانتحار. وعند إرسال المرسلين لاستدعائهم، يرفض الثلاثة الحضور مدّعين أنهم مرضى.
أثناء انتظار عودة المرسلين، يروي هانشيرو قصته أمام الساموراي المجتمعين، كاشفاً أنه كان يعرف موتومي. في عام 1619، تم إلغاء عشيرته على يد الشوغون، مما دفع سيده إلى تنفيذ السبوكو. كان هانشيرو، باعتباره الساموراي الأعلى رتبة، ينوي الانتحار معه، لكن صديقه المقرب ضحى بنفسه بدلاً منه، مما ترك هانشيرو مسؤولاً عن موتومي، ابن صديقه المراهق. عاش هانشيرو في كوخ في أحد أحياء إيدو الفقيرة، يعمل في صناعة المراوح والمظلات لدعم موتومي وابنته ميهو. لاحقًا، لاحظ حبًا متبادلًا بين موتومي وميهو، فرتب زواجهما. ورُزقا لاحقاً بطفل أسمياه كينغو.
حين أصيبت ميهو بمرض السل، فعل موتومي المستحيل لتوفير المال اللازم لعلاجها. وعندما مرض كينغو أيضًا، خرج موتومي ذات صباح قائلاً إنه سيقترض المال من أحد المرابين. في تلك الليلة، أعيد جثمان موتومي المشوه إلى المنزل من قِبل هاياتو، أومينوسوكي، وهيكوكورو، الذين وصفوا موته بسخرية قبل مغادرتهم. يتضح لاحقًا أن موتومي طلب تأجيل تنفيذ السبوكو ليتمكن من توديع عائلته وترتيب أموره. بعد أيام قليلة، توفي كينغو، وتبعته ميهو التي فقدت إرادة الحياة، تاركةً هانشيرو بلا شيء.
بعد أن أنهى قصته، يشرح هانشيرو أن هدفه الوحيد هو الانضمام إلى موتومي، ميهو، وكينغو في الموت. ومع ذلك، يطلب من سايتو تقديم بيان ندم إلى أرواحهم، مشيرًا إلى أنه إذا فعل ذلك، فسيموت دون قول كلمة أخرى. يرفض سايتو طلبه، واصفًا موتومي بأنه «مبتز» استحق الموت.
يواصل هانشيرو الكشف عن تفاصيل إضافية، موضحًا أنه قبل مجيئه إلى قصر عشيرة إيِّي، واجه هاياتو وأومينوسوكي وقطع شعورهم. أما هيكوكورو فقد زاره في منزله وتحداه إلى مبارزة بكل احترام. في تلك المواجهة، تكبد هيكوكورو خسارة مزدوجة، حيث تحطم سيفه وفقد شعره أيضاً. كدليل على ذلك، يسحب هانشيرو الشعر المقطوع من رداءه ويلقي به في ساحة القصر، متّهمًا الساموراي الثلاثة بعدم الالتزام بالشجاعة التي تتطلبها قوانين البوشيدو.
غاضبًا، يأمر سايتو ساموراي العشيرة بقتل هانشيرو، الذي يخوض معركة ضارية، يقتل فيها أربعة ساموراي، ويجرح ثمانية، ويحطم درعًا أثريًا يرمز إلى تاريخ عشيرة إيِّي المجيد. في النهاية، يواجه هانشيرو ثلاث بنادق نارية أثناء قيامه بطقوس السبوكو.
لإخفاء فضيحة تسبب رونين «نصف جائع» بمقتل العديد من رجالهم، يعلن سايتو أن جميع الوفيات نتيجة «مرض». كما يأمر بإجبار هاياتو وأومينوسوكي على تنفيذ السبوكو كتكفير عن فقدان شعورهم، مع نسب وفاتهم أيضًا إلى «مرض». يُعاد تنظيم درع العشيرة وتتم كتابة تقرير رسمي يعلن أن هانشيرو كان مختلاً عقليًا، وأن موته وموت موتومي كانا نتيجة سبوكو. يُختتم التقرير بإشادة الشوغون بعشيرة إيِّي، واصفاً إياها بأنها مثال يُحتذى به في الالتزام بالبوشيدو.

## طاقم التمثيل
- تاتسويا ناكادي بدور تسوغومو هانشيرو
- رينتارو ميكوني بدور سايتو كاجيو
- أكيرا إيشيهاما بدور تشيجيوا موتومي
- شيما إيواشيتا بدور تسوغومو ميهو
- تيتسورو تامبا بدور أوموداكا هيكوكورو
- إيشيرو ناكاتاني بدور يازاكي هاياتو
- ماساو ميشيما بدور إينابا تانجو
- كي ساتو بدور فوكوشيما ماساكاتسو
- يوشيو إينابا بدور تشيجيوا جيناي
- يوشيرو أوكي بدور كوابي أومينوسوكي

## المواضيع
عند سؤاله عن موضوع فيلمه، قال ماساكي كوباياشي: «كل أفلامي … تدور حول مقاومة سلطة مترسخة. وهذا ما يدور حوله فيلم هاراكيري بالطبع، وكذلك فيلم تمرد الساموراي. أعتقد أنني كنت دائمًا أتحدى السلطة».
وصفت أودي بوك موضوع هاراكيري بأنه «اللاإنسانية في هذه المطالب التي يُفرض الالتزام بها على المخلصين، والنفاق لدى أولئك الذين يطبقون هذه الممارسات». الفيلم لا يتحدى ممارسة السبوكو في حد ذاتها، بل يسلط الضوء على حالة تم فيها تنفيذها في بيئة انتقامية ومنافقة. الأفكار المرتبطة بالشرف والشجاعة التي ترافق هذه الممارسة قد تكون مجرد واجهة زائفة، كما يصفها البطل، تُستخدم أكثر كوسيلة للحفاظ على السمعة بدلًا من أن تكون تعبيراً حقيقيًا عن التكفير عن جريمة أو خطأ.
الدرع الفارغ، الذي يظهر في بداية الفيلم، يرمز إلى أمجاد عشيرة إيِّي الماضية ويُعامل باحترام كبير من قبلهم. ومع ذلك، فإن ساموراي عشيرة إيِّي يتصرفون كجبناء خلال مواجهتهم مع تسوغومو، الذي يسخر من الدرع ويحاول استخدامه كدرع قبل أن يحطمه على الأرض. يشير كوباياشي هنا إلى أن هذا الرمز للقوة العسكرية يتبين أنه مجرد رمز فارغ.
يهاجم كوباياشي أيضاً جانبين آخرين من سمات طبقة الساموراي: السيف والشعر المربوط (التوبنوت). يكتشف موتومي أن سيوفه عديمة الفائدة عندما لا يستطيع توفير الرعاية لعائلته، فيقوم ببيعها لتغطية تكاليف علاج ابنه. أما تسوغومو، فعندما ينتقم من الرجال الثلاثة المتورطين في موت موتومي، يختار أن يسلبهم شعورهم المربوطة بدلاً من قتلهم. في تلك الفترة، كان فقدان التوبنوت مساوياً لفقدان السيف، وكان الموت أهون من هذا العار. ومع ذلك، فإن أحد الرجال الثلاثة فقط، أوموداكا، يقدم على الانتحار (السبوكو)، بينما يُجبر الآخران على الانتحار تحت تهديد السيف من قبل العشيرة. وهكذا، فإن تسوغومو يأخذ بثأره بطريقة دقيقة للغاية: يجبر العشيرة على الالتزام بالقواعد التي يدّعون التمسك بها والتي استخدموها لمعاقبة موتومي.
أما سجل العشيرة اليومي الذي يظهر في بداية ونهاية الفيلم، فإنه «يمثل الأكاذيب المدونة للتاريخ». يُدرج موت تسوغومو كعملية انتحار زائفة، وتُسجل وفاة الساموراي الثلاثة والرجال الذين قتلهم على أنها ناجمة عن أسباب طبيعية بدلًا من القتال، ويتم إخفاء القصة بالكامل لحماية «واجهة السلطة الظالمة» التي تمثلها عشيرة إيِّي.

## الإصدار
تم إصدار فيلم هاراكيري في اليابان عام 1962. وفي الولايات المتحدة، تم إصدار الفيلم بترجمة إنجليزية في ديسمبر 1963 عن طريق شركة شوتشيكو فيلم أوف أميركا.

## الإستقبال
في مراجعة معاصرة، ذكرت مجلة ذا مونثلي فيلم بيلتان أن «الإيقاع البطيء والمدروس لماساكي كوباياشي يتناسب تمامًا مع موضوعه»، وأن «القصة نفسها مُصاغة بشكل جميل». كما أشادت المراجعة بالأداء «الرائع والمشابه لأداء توشيرو ميفوني» للممثل تاتسويا ناكادي، ولفتت إلى أن الفيلم «يكون أحيانًا وحشيًا، خاصة في مشهد عذاب الساموراي الشاب بالسيف المصنوع من الخيزران». ورغم ملاحظات بعض النقاد بأن «كون الفيلم دمويًا ليس أفضل طريقة لإدانة سفك الدماء الطائش»، إلا أن الفيلم «يظل رائعًا مع لقطاته البطيئة، وحركات الزوم التدريجية، ولقطات الساحة العلوية التأملية، وحالات الجمود المتقنة المتكررة».
أما بوسلي كروذر، الناقد في صحيفة نيويورك تايمز، فقد أعرب عن عدم إعجابه بـ«الدراما الإنسانية المعذبة في هذا الفيلم»، لكنه أضاف: «يقوم السيد كوباياشي بأشياء رائعة مع التكوينات المعمارية، والحركات المدروسة، وأحيانًا مع الدوامات العنيفة للأجسام المتصارعة على شاشة سينما سكوب الواسعة. إنه يحقق نوعًا من التنويم البصري الذي يتناسب مع الحالة الكابوسية الغريبة».
كتب سيد كورمان في مجلة فيلم كوارترلي أن «جمال الفيلم يعود في الغالب إلى ثبات مفهوم كوباياشي الأساسي وروحه السائدة، مع اهتمامه المباشر بالقيم السينمائية».
وصف دونالد ريتشي الفيلم بأنه «أفضل عمل فردي للمخرج»، ونقل عن معلمه كيسوكي كينوشيتا الذي وضع الفيلم بين أعظم خمسة أفلام يابانية على الإطلاق. أما أودي بوك، فقد كتبت: «يتجنب هاراكيري العاطفية التي ميزت بعض أفلام كوباياشي السابقة، مثل الحالة البشرية، من خلال التركيز الجديد على الجماليات البصرية-السمعية، مع الشكلية الباردة للتكوينات والموسيقى الإلكترونية لتاكيميتسو. ومع ذلك، فإن الاحتجاجات الاجتماعية لكوباياشي لا تقلل من بناء الفيلم – بل تتجلى في دورانه المشابه لأعمال كنجي ميزوغوشي، والذي ينكر بمرارة أي أمل في التقدم الإنساني».
أدرج روجر إيبرت فيلم هاراكيري في قائمة «الأفلام العظيمة» الخاصة به، وكتب في مراجعته لعام 2012: «أفلام الساموراي، مثل أفلام الغرب الأمريكي، ليست بالضرورة قصصًا نمطية مألوفة. يمكنها أن تتوسع لتشمل قصصًا عن تحديات أخلاقية ومآسي إنسانية. فيلم هاراكيري، أحد أفضل هذه الأفلام، يحكي عن ساموراي مسن متجول يأخذ وقته لخلق معضلة لا يمكن حلها لكبير عشيرة قوية. من خلال الالتزام الصارم بقواعد البوشيدو التي تحكم سلوك جميع الساموراي، يُوقع القائد القوي في موقف تجعله فيه المنطق الصريح عاريًا ومهينًا أمام تابعيه».
على موقع روتن توميتوز، حصل الفيلم على تقييم 100% بناءً على 11 مراجعة نقدية، مع متوسط تقييم 8.40/10.

## الجوائز
شارك الفيلم في فئة المنافسة في مهرجان كان السينمائي 1963. لم يحصل الفيلم على السعفة الذهبية، لكنه حصل على جائزة لجنة التحكيم الخاصة.

## إعادة الصنع
تمت إعادة صنع الفيلم بواسطة المخرج الياباني تاكاشي مايكه في فيلم ثلاثي الأبعاد بعنوان هاراكيري: موت ساموراي. عُرض لأول مرة في مهرجان كان السينمائي 2011.

## روابط خارجية
- مقالات تستعمل روابط فنية بلا صلة مع ويكي بيانات